# Héctor Vinent
Héctor Vinent est un boxeur cubain né le 25 juillet 1972 à Santiago de Cuba.

## Carrière
Champion olympique aux Jeux de Barcelone en 1992 dans la catégorie super légers, il récidive à Atlanta en 1996 et remporte 2 médailles d'or aux championnats du monde de Tampere en 1993 et de Berlin en 1995 auxquelles s'ajoute une médaille de bronze aux Jeux panaméricains de Mar del Plata en 1995 et 6 titres nationaux.

## Parcours auxJeux olympiques
Jeux olympiques d'été de 1992 à Barcelone (poids super-légers) :
- Bat Edwin Cassiani (Colombie) 27-4
- Bat Andreas Zülow (Allemagne) 14-2
- Bat Oleg Nikolaev (Russie) 26-3
- Bat Jyri Kjall (Finlande) 13-3
- Bat Mark Leduc (Canada) 11-1

 Jeux olympiques d'été de 1996 à Atlanta (poids super-légers) :
- Bat Hyung-Min Han (Corée du Sud) par arrêt de l'arbitre au 2e round
- Bat Nurhan Suleymanoglu (Turquie) 23-1
- Bat Edward Zakharov (Russie) 17-15
- Bat Bolat Niyazymbetov (Kazakhstan) 23-6
- Bat Oktay Urkal (Allemagne) 20-13